# تاریخ آسیا

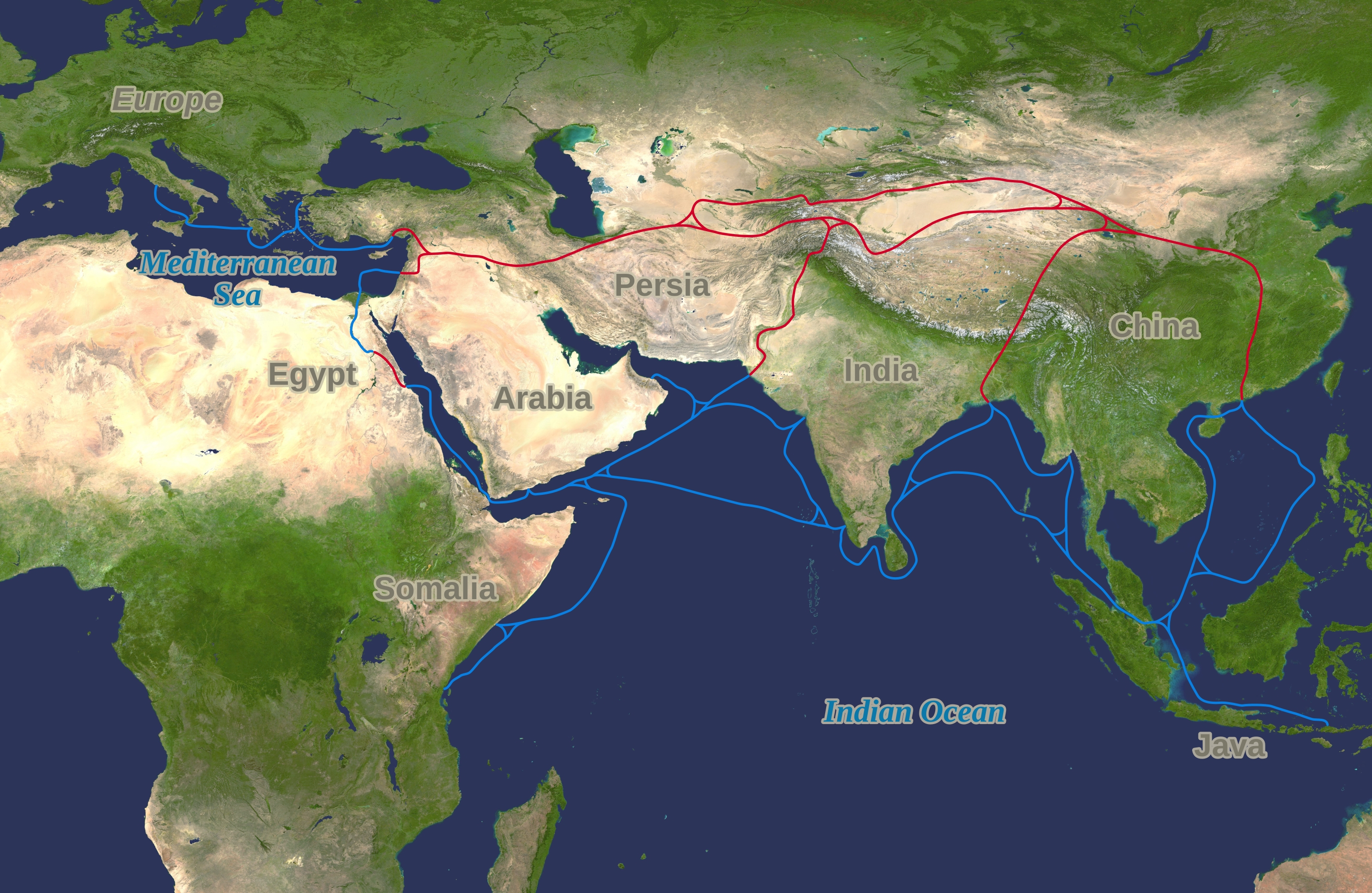
جاده ابریشم مناطق مختلفی از چین، هند، آسیای مرکزی و خاورمیانه را به اروپا و آفریقا متصل می‌کرد.

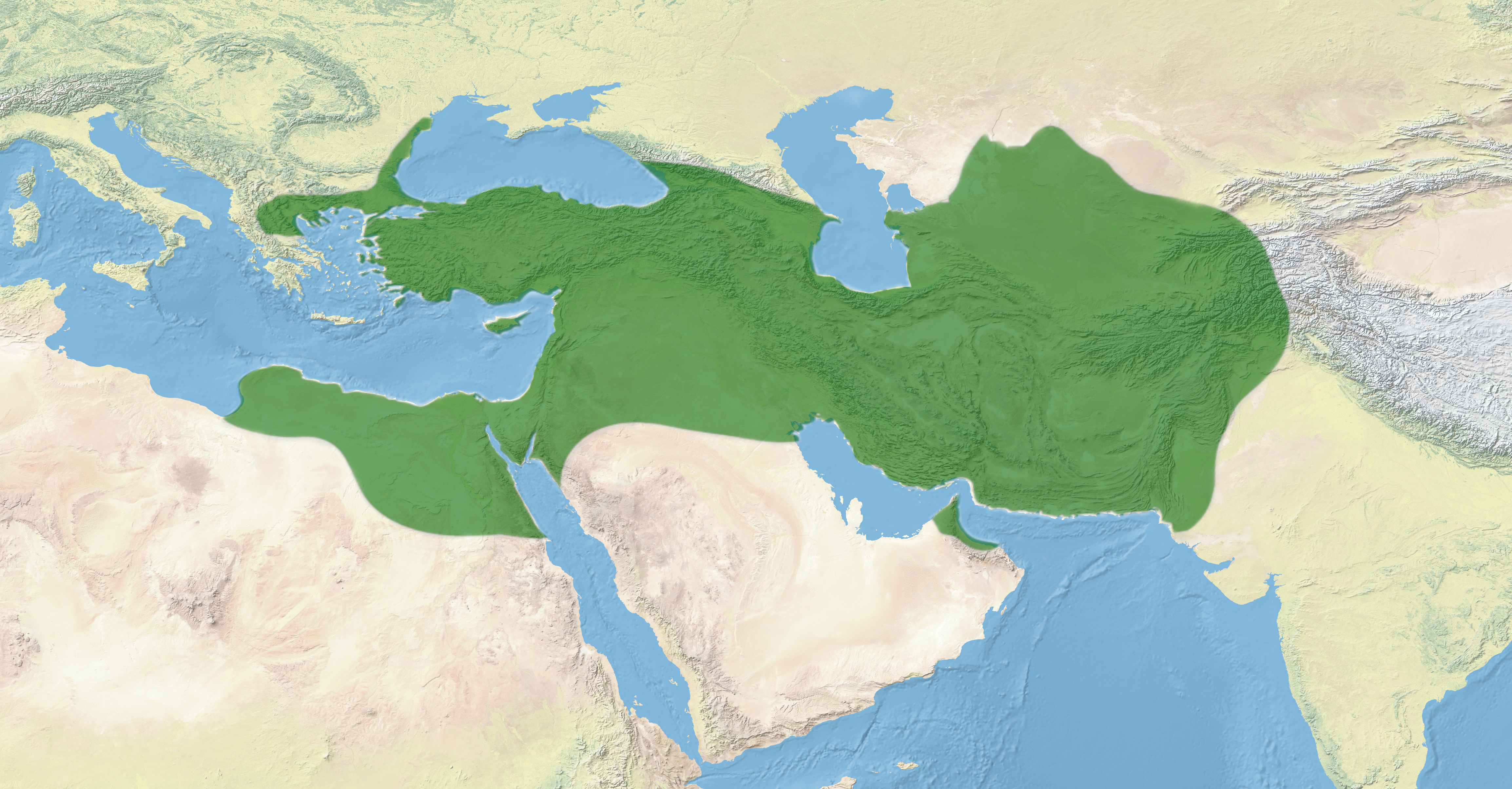
امپراتوری بزرگ هخامنشیان که بنیان‌گذار آن کوروش بزرگ بود در یونسکو به عنوان اولین امپراتوری جهان به ثبت رسیده‌است.

تاریخ آسیا را می‌توان به عنوان تاریخ جمعی چندین مناطق ساحلی حاشیه‌ای مجزا از قبیل آسیای شرقی، آسیای جنوبی، آسیای جنوب شرقی و خاورمیانه که توسط توده داخلی استپ اوراسیا در ارتباط است، مشاهده کرد.  
حاشیه ساحل محل زندگی برخی از نخستین تمدن‌ها و مذاهب شناخته شده جهان بود که هر یک از این سه منطقه تمدن‌های اولیه را در دره‌های رودخانه حاصل‌خیز توسعه می‌دادند. این دره‌ها حاصل‌خیز بودند زیرا خاک آن‌جا غنی بود و می‌توانست بسیاری از محصولات را تحمل کند. تمدن‌ها در بین‌النهرین، هند و چین شباهت‌های بسیاری با یکدیگر داشتند و احتمالاً فناوری‌ها و ایده‌هایی مانند ریاضیات را تبادل می‌کردند. مفاهیم دیگری مانند نوشتار احتمالاً به صورت جداگانه در هر منطقه توسعه یافته‌است. شهرها، ایالت‌ها و سپس امپراتوری‌هایی در این مناطق دشت توسعه یافته‌اند.
منطقه استپ به مدت طولانی محل سکونت عشایر سوارکار شده بود و از استپ‌های مرکزی می‌توانستند به همه مناطق قاره آسیا برسند. بخش شمالی این قاره که سیبری قسمت اعظم آن را پوشش می‌دهد به دلیل جنگل‌های متراکم و توندرا نیز برای عشایر استپی قابل دسترسی نبود. این مناطق در سیبری بسیار کم‌جمعیت بودند.
مرکز و حاشیه کوه‌ها و بیابان‌ها جدا از هم نگهداری می‌شدند. قفقاز، هیمالیا، بیابان قره‌قوم و کویر گبی موانعی را ایجاد کردند که سوارکاران استپی فقط با دشواری می‌توانستند عبور کنند. در حالی که از نظر فنی و فرهنگی ساکنان شهر پیشرفته تر بودند، آنها می‌توانستند از نظر نظامی تعداد کمی اقدام کنند تا در برابر انبوهی از استپ‌های دفاعی دفاع کنند. با این حال، این دشت‌ها به اندازه کافی زمین‌های علف برای حمایت از نیروی اسب دوانی بزرگ نداشتند؛ بنابراین عشایری که در خاورمیانه ایالتها را فتح کردند، خیلی زود مجبور شدند با جوامع محلی سازگار شوند.
تاریخ آسیا می‌تواند تحولات اساسی در سایر مناطق جهان و همچنین رویدادهایی باشد که بر سایر مناطق جهان تأثیر گذاشته‌است که شامل تجارت جاده ابریشم است که فرهنگ، زبان، ادیان و بیماریها را در کل تجارت افرو-اوراسیا گسترش می‌دهد. پیشرفت مهم دیگر نوآوری باروت در چین قرون وسطایی بود که بعدها توسط امپراتوری باروت اسلامی، عمدتاً توسط مغولان و صفویان ساخته شد که با استفاده از اسلحه منجر به جنگهای پیشرفته ای شد.

## پادشاهان مهم زن
از پادشاهان زن در تاریخ آسیا میتوان به ملکه ژاپن امپراتریس جینگو،وو زتیان از چین، پوران دخت از ایران، ملکه سئون دئوک و ملکه جین دئوک از دودمان شیلا نام برد.

## پیش از تاریخ

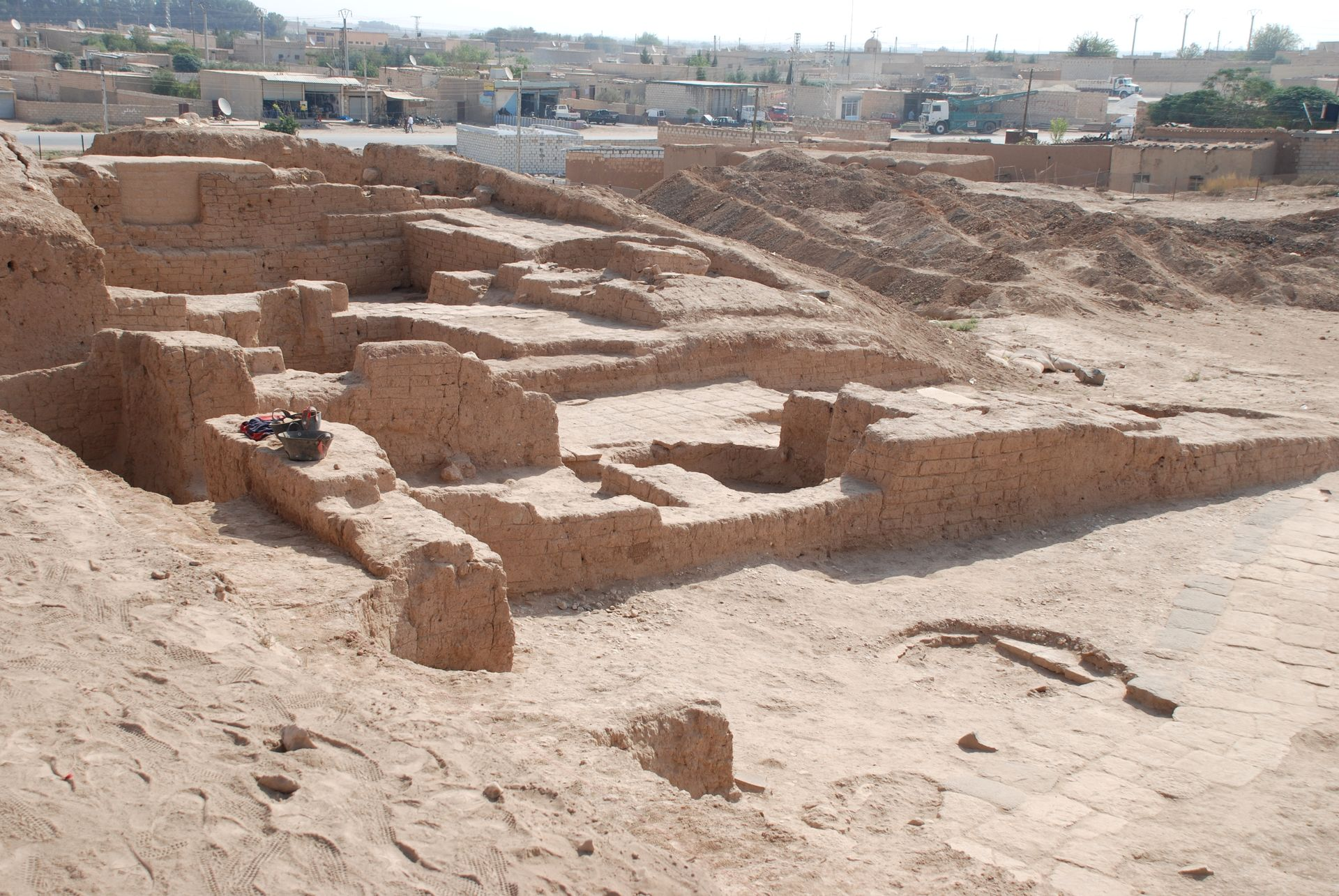
بخشی از ویرانه‌های حفر شده تل هالف

گزارشی از باستان‌شناس راکش تیواری در لاهورادووا، هندوستان، داده‌های جدید C14 را نشان می‌دهد که بین ۹۰۰۰ تا ۸۰۰۰ پیش از میلاد در ارتباط با برنج است، و باعث می‌شود لاهورادووا اولین مکان جدید نوسنگی در کل آسیای جنوبی باشد.
سایت پیش از تاریخ بیفودی در نزدیکی یزیان در استان هبی، چین، حاوی یادگارهایی از فرهنگ معاصر با فرهنگ‌های سیشان و زینگلونگوا در حدود ۸۰۰۰–۷۰۰۰ سال قبل از میلاد مسیح، فرهنگ‌های نوسنگی در شرق کوه‌های تایهانگ است، و شکاف باستان‌شناسی بین دو فرهنگ چینی شمالی را پر می‌کند. مساحت خاکبرداری شده بیش از ۱۲۰۰ متر مربع و مجموعه یافته‌های نوسنگی در محل از دو مرحله تشکیل شده‌است.
در حدود ۵۵۰۰ سال پیش از میلاد، فرهنگ حلافین در لبنان، اسرائیل، سوریه، آناتولی و بین‌النهرین شمالی بر اساس کشاورزی دیم ظاهر شد.
در جنوب بین‌النهرین دشتهای آبرفتی سومر و ایلام وجود داشت. از آنجا که بارندگی کمی وجود داشت، سیستم‌های آبیاری لازم به وجود آمده بود. فرهنگ عبید از سال ۵۵۰۰ پیش از میلاد شکوفا شد.

## باستانی

### عصر برنز

نقشه‌ای از فروپاشی تمدن در اواخر عصر برنز، BCE ۱۲۰۰

دوره مس‌سنگی (یا عصر مس) حدود ۴۵۰۰ قبل از میلاد آغاز شد، سپس عصر برنز در حدود ۳۵۰۰ قبل از میلاد آغاز شد و جایگزین فرهنگ‌های نوسنگی شد.
تمدن دره سند از نمونه تمدن‌های عصر برنز (۳۳۰۰–۱۳۰۰ پیش از میلاد؛ دوره بالغ ۲۶۰۰–۱۹۰۰ پیش از میلاد) بود که عمدتاً در قسمت غربی شبه قاره هند بود. به نظر می‌رسد که شکل اولیه هندوئیسم در طول این تمدن شکل گرفته‌است. برخی از شهرهای بزرگ این تمدن شامل هاراپا و موهن‌جو دارو هستند که از سطح بالایی از شهرسازی و هنر برخوردار بودند. علت تخریب این مناطق در حدود سال ۱۷۰۰ پیش از میلاد قابل بحث است، اگرچه شواهد نشان می‌دهد که این امر در اثر بلایای طبیعی (به ویژه سیل) ایجاد شده‌است. این دوره نشانگر دوره ودایی در هند است که تقریباً از ۱۵۰۰ تا ۵۰۰ پیش از میلاد به طول انجامید. در این دوره، زبان سانسکریت توسعه یافت و وداها نوشته شدند، سرودهای حماسه ای که حکایت‌های خدایان و جنگ‌ها را روایت می‌کرد که مبنای مذهب ودایی بود که سرانجام پختگی پیدا کرده و به هندوئیسم روی می‌آورد. 
خاور نزدیک باستان گهوارهٔ کهن‌ترین تمدن‌ها و دربرگیرندهٔ خاورمیانهٔ کنونی، میان‌رودان (عراق، جنوب باختری ایران، جنوب شرقی ترکیه، شمال شرقی سوریه و کویت کنونی)، مصر باستان، ایران باستان (شامل عیلام و تاریخ ایران)، آناتولی، سرزمین کوهستانی ارمنستان، شام، قبرس و شبه‌جزیره عربستان می‌باشد. مطالعات مربوط به این برهه در زمینه‌های باستان‌شناسی خاور نزدیک و تاریخ باستان انجام می‌پذیرد. در ظاهر تاریخ این جغرافیا سنتاً از هزاره چهارم (پیش از میلاد) و با سومریان آغاز می‌شود اما در واقع آثاری کشف شده در چغامیش (دزفول) نشان از تمدنی بسیار قدیمی تر(۷۰۰۰ سال ق. م) و بسیار قدیمی تر از سومریان و اعصار برنز و آهن را دربرمی‌گیرد.
خاور نزدیک باستان را یکی از نقطه‌های رشد بشری می‌دانند. پیشرفت کشاورزی، قشربندی، پدیداری دولت مرکزگرا، ادیان و جنگ‌های سازماندهی‌شده، نخستین امپراتوری‌ها و … از اینجا آغاز شدند. همچنین این منطقه را مهد اختراع موسیقی، دریانوردی، خط، حقوق، چرخ، اخترشناسی و ریاضیات می‌دانند.

### عصر آهن

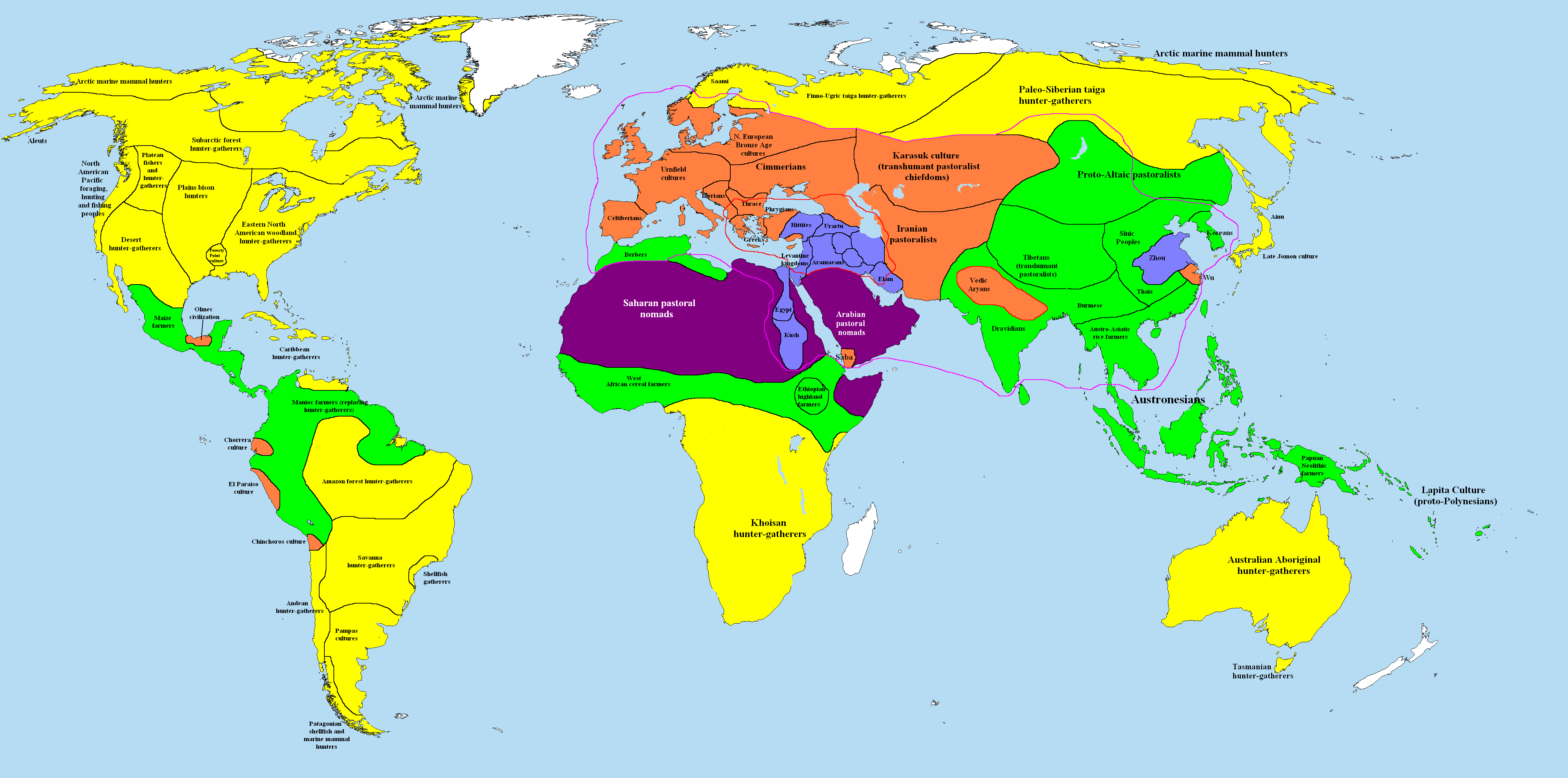
جهان در ۱۰۰۰ پیش از میلاد؛ بخش درون خط سرخ‌رنگ نشان‌دهنده جایی است که فلزکاری انجام می‌گرفته‌است، برنزکاری درون خط صورتی نشان داده‌شده‌است.

عصر آهن شاهد استفاده گسترده از ابزارآلات آهنی، سلاح و زره در کل تمدنهای مهم آسیا بود. جامعه‌های کهن تغییرهایی در زمینه کشاورزی، باورها و شیوه‌های هنری نسبت به گذشته یافت. پایان عصر آهن – که زمانش بسته به هر منطقه متفاوت است و نخستین بار در غرب آسیا و با ظهور شاهنشاهی هخامنشی به پایان رسید – را آغاز تاریخ بشر می‌پندارند.
آهن که در اعصار سه‌گانه پس از عصر برنز جای می‌گیرد. زمان رخداد این دوره در جاهای گوناگون متفاوت است. به گونه سنتی آغاز این زمان را سده دوازدهم پیش از میلاد در خاور نزدیک باستان، هندوستان باستان و یونان باستان می‌دانند. در دیگر بخش‌های اروپا این دوره دیرتر آغاز گشت. عصر آهن در کرانه‌های مدیترانه با فتوحات امپراتوری روم، در هندوستان با بودایی‌گری و جینیسم، در چین با کنفوسیوس‌گرایی و در شمال اروپا با سده‌های میانی آغازین (پایان قرن هشتم میلادی) به پایان رسید.

#### خاورمیانه

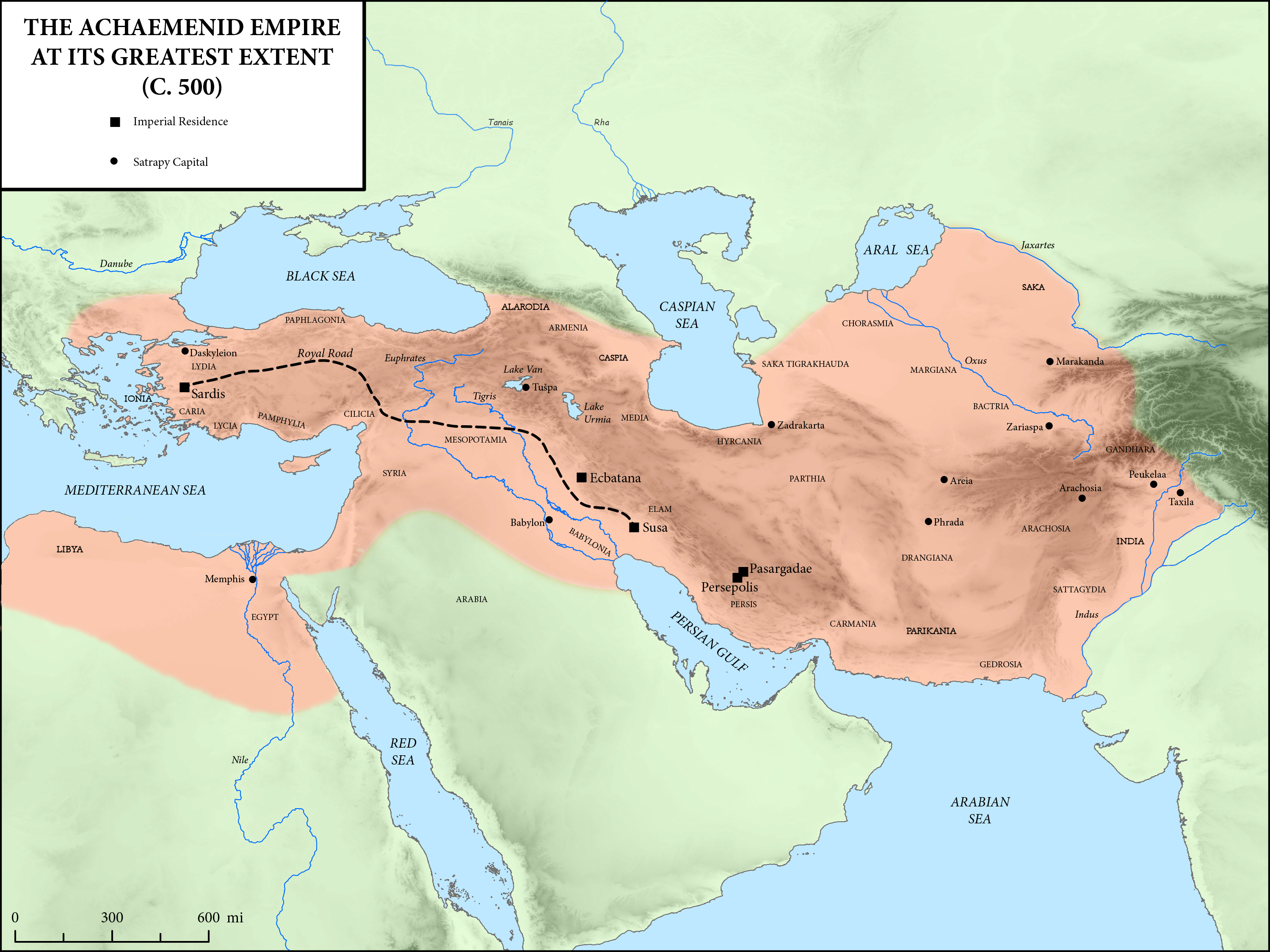
اولین امپراتوری پارس در بزرگترین حد خود، ج. ۵۰۰ سال قبل از میلاد

شاهنشاهی هخامنشی، که توسط کوروش بزرگ تأسیس شد، در طی قرنهای ۶ تا ۴ قبل از میلاد از یونان و ترکیه تا رودخانه ایندوس و آسیای میانه را شامل می‌شد که توسط این حکومت اداره می‌شد. سیاست پارسی شامل تحمل فرهنگ‌های دیگر، یک دولت بسیار متمرکز و تحولات مهم زیرساختی بود. بعداً، در دوره داریوش بزرگ، سرزمینها یکپارچه شدند، بوروکراسی توسعه یافت، اشراف به درجات نظامی منصوب شدند، جمع‌آوری مالیات با دقت سازماندهی شد و جاسوسان برای اطمینان از وفاداری مقامات منطقه استفاده شدند. دین اصلی ایران در این زمان، مزدیسنا بود که توسط فیلسوف و ابر انسان تاریخ زمان زرتشت توسعه یافت و این یک شکل اولیه یکتاپرستی را به منطقه معرفی کرد. این آیین قربانی کردن حیوانات و استفاده از مسمومیت‌ها را در آیین‌ها ممنوع می‌کرد؛ و مفهوم نجات معنوی را از طریق عمل اخلاقی شخصی، یک زمان پایان، و داوری عمومی و خاص با یک بهشت یا جهنم معرفی کرد. این مفاهیم به شدت تحت تأثیر امپراتوران بعدی و توده‌ها قرار می‌گرفت. مهمتر از همه، آیین زرتشت پیشرو مهمی برای مذاهب ابراهیمی مانند مسیحیت، اسلام یا یهودیت شده‌است. امپراتوری پارس در برقراری صلح و ثبات در خاورمیانه موفق بود و تأثیر عمده ای در هنر، سیاست (تأثیرگذاری بر رهبران هلنیستی) و دین داشت.

#### حکومت ساسانیان
شاهنشاهی ساسانی که نام رسمی‌اش ایرانشهر بود، پایان دورهٔ ایران باستان و آخرین حکومت ایرانی پیش از حملهٔ اعراب به ایران در سدهٔ ۷ و ۸ میلادی بود که از سال ۲۲۴ تا ۶۵۱ میلادی به مدت ۴۲۷ سال بر ایران فرمان راند؛ شاهنشاهان این دولت از دودمان ساسانیان بودند.این شاهنشاهی یکپارچه را که به نام خاندان ساسان نامیده شد، اردشیر بابکان با شکست اردوان پنجم، اخرین شاه اشکانی (پارتی)، پایه‌گذاری کرد و بیش از چهار سده دوام آورد. شاهان ساسانی که ریشه‌شان از پارس بود،بر پهنهٔ بزرگی از آسیای غربی چیرگی یافته و در کنار امپراتوری روم-بیزانس، در گذر بازهٔ زمانی افزون بر ۴۰۰ سال، ابرقدرت جهان باستان شمرده می‌شدند.پایتخت ایران در این دوره، شهر تیسفون در نزدیکی بغداد در عراق امروزی بود. پرچم ایران باستان در این دوره، درفش کاویانی بود که پس از سرنگونی ساسانیان از میان رفت.

#### هند

Hinduism expansion in Asia, from its heartland in Indian Subcontinent, to the rest of Asia, especially Southeast Asia, started circa 1st century marked with the establishment of early Hindu settlements and polities in Southeast Asia.

امپراتوری‌های موریا و گوپتا را عصر طلایی هند می‌نامند و با اختراعات و اکتشافات گسترده‌ای در علم، فناوری، هنر، دین و فلسفه مشخص شده‌اند. مذاهب هندوئیسم و بودیسم، که از زیر قاره هند آغاز شد، تأثیر مهمی در جنوب، شرق و جنوب شرقی آسیا داشتند.
تا سال ۶۰۰ قبل از میلاد، هند به ۱۷ ایالت منطقه ای تقسیم می‌شد که گهگاه میان خود دچار اختلاف می‌شدند. در سال ۳۲۷ پیش از میلاد، اسکندر با دید فتح کل جهان به هند آمد. او از شمال غربی هند عبور کرد و استان باختر را ایجاد کرد اما نتوانست بیشتر حرکت کند زیرا ارتش وی می‌خواست به یونان برگردند. اندکی قبل، سربازان چاندراگوپتا مائوریا شروع به کنترل رودخانه گنگ کردند و به امپراتوری موریا تأسیس شد. امپراتوری موریا (سانسکریت: मौर्य राजवंश، مائوریا ریژاوانا) یک امپراتوری گسترده و قدرتمند در هند باستان بود که از سال ۳۲۱ تا ۱۸۵ قبل از میلاد تحت سلسله مائوریان بود که یکی از بزرگترین امپراتوری‌های جهان در زمان خود به‌شمار می‌آید. دولت توسط چاندراگوپتا مائوریا که یک پادشاه مستبد بود اداره می‌شود، که در درجه اول به ارتش متکی بود تا قدرت خود را تأیید کند.  این کشور همچنین از بوروکراسی استفاده می‌کرد و حتی از یک سرویس پستی پشتیبانی می‌کرد.  نوه چاندراگپتا، اشوکا، با تسخیر بیشتر هند امروزی، امپراتوری را به شدت گسترش داد. سرانجام او به بودیسم گروید و زندگی مسالمت آمیز را آغاز کرد که در آنجا او دین و روش‌های انسانی را در سراسر هند ترویج کرد. امپراتوری موریا خیلی زود پس از مرگ آشوکا از هم پاشید و توسط مهاجمان کوشان از شمال غربی فتح شد و امپراتوری کوشان را تأسیس کرد. 
هند بزرگ عنوانی تاریخی برای حوزه نفوذ فرهنگ هند است که شامل شبه قاره هند و بسیاری مناطق فراتر از آن در جنوب آسیا، آسیای میانه و جنوب شرق آسیا می‌شود. این حوزه فرهنگی عمدتاً متأثر از گسترش آیین هندو و آیین بودا از هند به آسیای جنوب شرقی، آسیای مرکزی و چین از طریق جاده ابریشم از قرون اولیه عصر تاریخی و گسترش سیستم نگارشی هندی مانند خط Pallava از سلسله پالاوا در جنوب هند به آسیای جنوب شرقی و خط Siddhaṃ به شرق آسیا از طریق امپراتوری گوپتا است. گسترش خط و به دنبال آن فرهنگ هندی توسط مسافران و معامله گران دریای بین سده‌های ۵ تا ۱۵ صورت گرفت که با حاکمیت هند بر مناطق اطراف مصادف بود. از سوی غرب، هند بزرگ بیشتر با با ایران بزرگ در هندوکش و پامیر همپوشانی داشته‌است. در عصر اکتشاف، اصطلاح هند بزرگ بیشتر برای مکانهای مبهم اطراف هند مانند ایندیز به کار می‌رفت.

#### چین کلاسیک

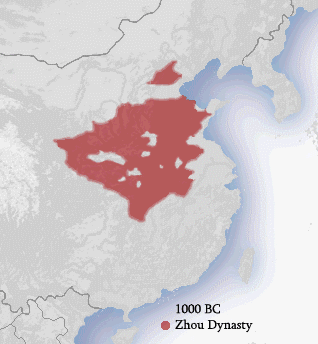
تراکم جمعیت و مرزهای سلسله غربی ژو در چین

##### سلسله ژو
از سال ۱۰۲۹ قبل از میلاد، سلسله ژو (چینی: 周朝) تا ۲۵۸ پیش از میلاد در چین وجود داشته، حکومت کرده‌است.  سلسله ژو با دادن قدرت به اشراف محلی و تکیه بر وفاداری خود از یک سیستم فئودالی استفاده می‌کرد تا بتواند قلمرو بزرگ خود را کنترل کند.  سرانجام، دولت ژو، شهرک نشینان را ترغیب به حرکت به دره رودخانه یانگ تسه کرد و بدین ترتیب پادشاهی میانه چین را ایجاد کرد.
دودمانی بود که پس از دودمان شانگ و پیش از دودمان چه این از سال ۱۰۴۶ پیش از میلاد تا ۲۵۶ پیش از میلاد در چین فرمان راند. مدت فرمانروایی دودمان ژو از همه دیگر دودمانهایی که در آن سرزمین فرمان راندند، بیشتر است؛ با این حال تاریخ فرمانروایی این دودمان کاملاً مشخص نیست. در این دوره، فلسفه چینی گسترش و توسعه یافت و فیلسوفان بزرگی چون کنفسیوس، لائوتزه و شانگ یانگ پیدا شدند. پایتخت فرمانروایان این دودمان هائوجینگ بود.

##### سلسله شین
شین شی هوانگ (چینی: 始皇帝، Shǐ Huángdì)، که آخرین امپراتور ژو را سرنگون کرد و سلسله شین را تأسیس کرد.  سلسله شین (به چینی: 秦朝؛ pinyin: Qín Cháo) اولین سلسله حاکم چینی امپریالیستی بود که از ۲۲۱ تا ۲۰۷ قبل از میلاد به طول انجامید.  امپراتور جدید سیستم فئودالی را لغو کرد و بوروکراسی را مستقیماً منصوب کرد که برای قدرت به وی متکی باشد. نیروهای امپراتوری هوانگ هرگونه مقاومت منطقه ای را از بین بردند و با گسترش به سمت دریای جنوبی چین و شمال ویتنام امپراتوری چین را پیش بردند. سازمان بزرگ یک سیستم مالیاتی یکنواخت، سرشماری ملی، تنظیم جاده‌ها، اندازه‌گیری‌های استاندارد، سکه استاندارد و یک زبان رسمی نوشتاری و گفتاری را به ارمغان آورد.  اصلاحات بعدی شامل پروژه‌های جدید آبیاری، تشویق تولید ابریشم،  و مشهورترین آغاز ساخت دیوار بزرگ چین است - که به منظور نگه داشتن مهاجمان عشایری طراحی شده‌است. با این حال، شی هوانگ به دلیل استبداد خود بدنام بود و کارگران را مجبور به ساختن دیوار، گرفتن مالیات‌های سنگین و مجازات شدید همه کسانی که مخالف او بودند، می‌کرد. او به کنفوسیوس‌ها ظلم کرد و به ارتقاء قانون گرایی، این ایده را که مردم ذاتاً شر هستند، و برای کنترل آنها به یک دولت نیرومند نیاز داشت. قانون گرایی با دیدگاه‌های واقع گرایانه و منطقی تزریق می‌شد و جذابیت‌های مکالمه تحصیل کرده را بیهوده و ناپسند می‌پنداشت و ان را رد می‌کرد. همه این موارد باعث شده پیروان هوانگ با مردم بسیار بد رفتار باشند و شروع به تضعیف حکومت شین شد و جناح‌های مختلف شروع به مبارزه برای کنترل چین کردند.
سلسله‌ای است که پس از دودمان چو و پیش از دودمان هان در چین فرمان راندند. فرمانروایی ایشان از سال ۲۲۱ تا ۲۰۶ پیش از میلاد به طول انجامید. یکپارچگی و اتحاد سرزمینی چین در سال ۲۲۱ پیش از میلاد، در زمان فرمانروایی چین شی هوانگ آغازگر امپراتوری بود که بر تمام چین فرمان می‌راند؛ این امپراتوری تا زمان دودمان چینگ چائو ادامه یافت. ادیان تائوئیسم و کنفوسیانیسم، ادیان غالب مردم در زمان دودمان چین چائو بود.
نخست‌وزیر نامدار این امپراتوری لی سی بود.

##### سلسله هان

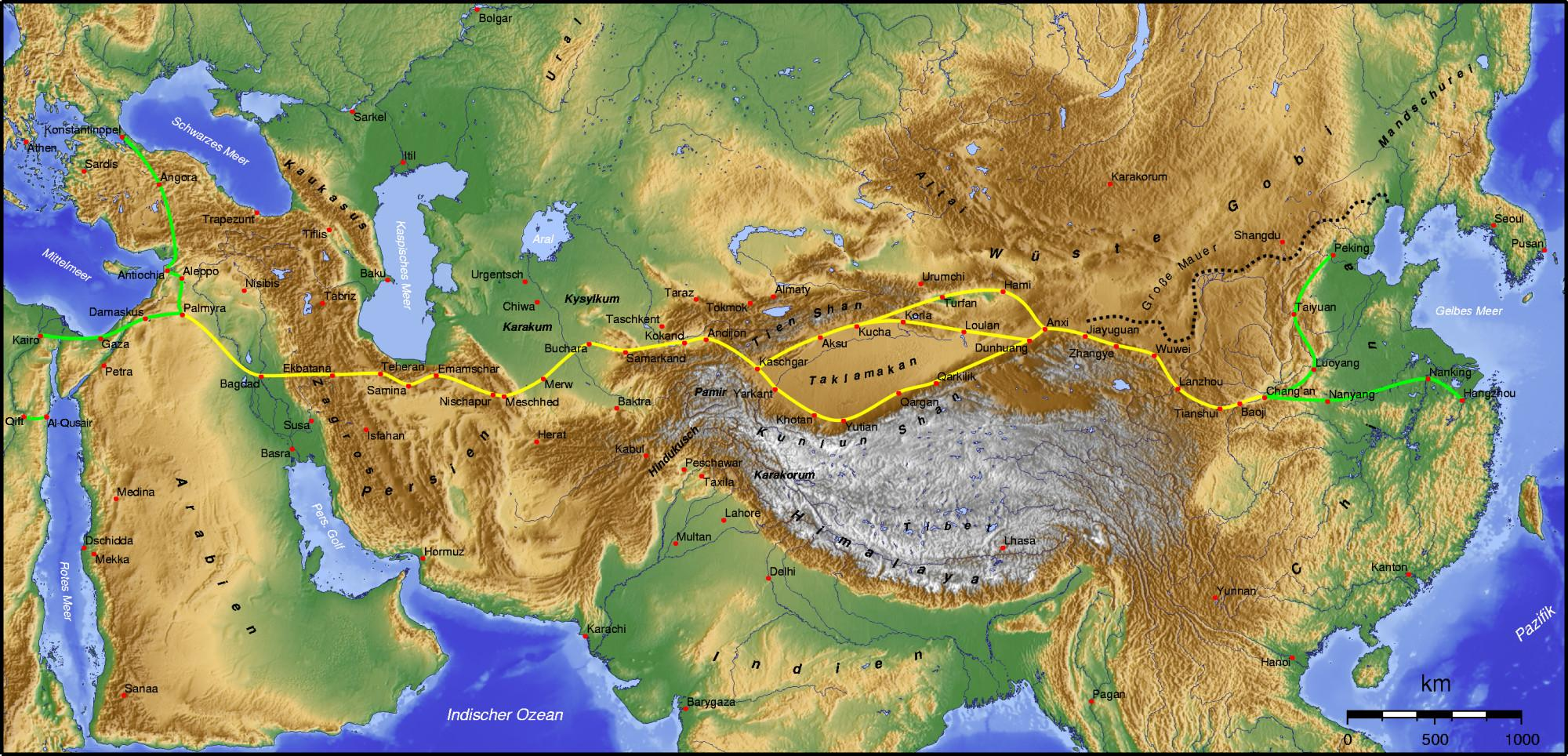
جاده ابریشم در آسیا

سلسله هان (چینی ساده شده: 汉朝؛ چینی سنتی: 漢朝؛ پینین: Hàn Cháo؛ ۲۰۶ پیش از میلاد - ۲۲۰ میلادی) دومین سلسله امپراتوری چین بود، که قبل از سلسله شین و قبل از آن توسط سه پادشاهی (220-265 CE) با گذشت چهار قرن، دوره سلسله هان دوران طلایی در تاریخ چین به حساب می‌آید. امپراتور وو از هان، یکی از بزرگترین امپراتورهای سلسله هان، صلح را در سراسر چین قابل مقایسه با پاکس رومانا دید که صد سال بعد در مدیترانه دیده ظهور می‌کند.  تا به امروز، گروه قومی اکثریت چین از خود به عنوان «قوم هان» یاد می‌کنند. سلسله هان هنگامی تأسیس شد که دو دهقان موفق شدند در برابر فرزند ضعیف جانشین شی هوانگ قیام کنند. دولت جدید هان، تمرکز و بوروکراسی شین را حفظ کرد، اما سرکوب‌های قبلی را کاهش داد. آنها قلمرو خود را در کره، ویتنام و آسیای میانه گسترش دادند و یک امپراتوری حتی بزرگتر از شین ایجاد کردند.
دودمان هان که بعد از دودمان چین به قدرت رسید، بین سال‌های ۲۰۶ قبل از میلاد و ۲۲۰ میلادی، حدود ۴۰۰ سال بر چین فرمانروایی می‌کرد. این زمان طولانی یکی از پرتأثیرترین دوره‌ها در تاریخ چین بوده‌است و تا آشوب کلاه‌زردها و دوره سه امپراتوری ادامه پیدا کرد. این امپراتوری همچنین در سال ۱۰۸ ق. م به گوجوسان حمله کرد و امپراتوری گوجوسان یک سال مقاومت کرد و سرانجام سقوط کرد.
اکثر مردم چین، اکنون خود را از قوم هان می‌دانند، که به علت حکومت طولانی این سلسله این قومیت اکثریت مطلق را پیدا کرد.

## قرون وسطایی
در این دوره، امپراتوری‌های جهان شرقی از طریق تجارت، مهاجرت و فتوحات مناطق همسایه گسترش یافتند. باروتها از اوایل قرن یازدهم مورد استفاده گسترده‌ای قرار گرفتند و پانصد سال قبل از یوهانس گوتنبرگ، برای چاپ مطبوعات خود از نوع متحرک استفاده می‌کردند. بودیسم، تائوئیسم، کنفوسیسیسم فلسفه‌های غالب خاور دور در قرون وسطی بودند. مارکو پولو نخستین غربی نبود که به شرق سفر کرد و با داستانهای شگفت‌انگیز از این فرهنگ متفاوت بازگشت، اما حکایت‌های او که در اواخر قرن سیزدهم و اوایل قرن چهاردهم منتشر شد، اولین شرحی بود که به‌طور گسترده در سراسر اروپا خوانده شد.

### آسیای غربی (خاورمیانه)

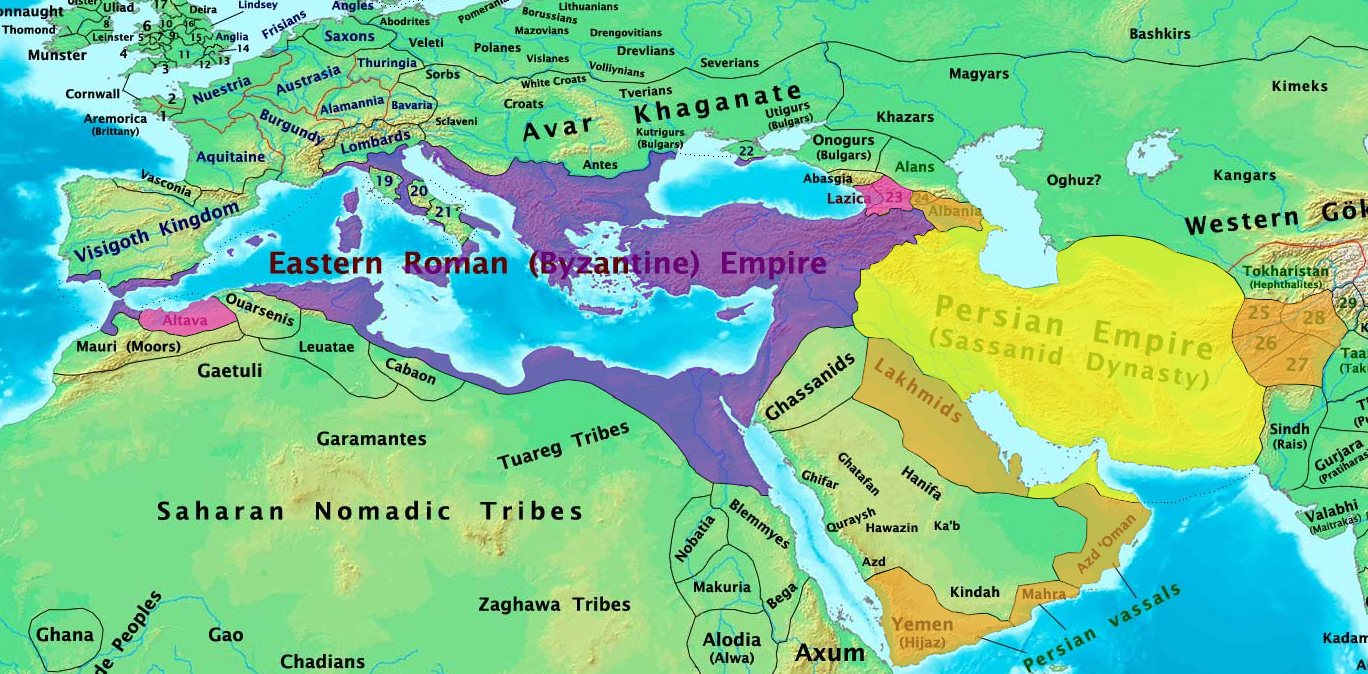
امپراتوری‌های بیزانس و ساسانیان در سال ۶۰۰ میلادی

#### امپراتوری روم
در قرن اول پیش از میلاد، گسترش جمهوری روم کل منطقه مدیترانه شرقی را دربر گرفت. بدین ترتیب و تحت امپراتوری روم، این منطقه با بسیاری از مناطق اروپایی و شمال آفریقا در یک واحد منفرد سیاسی و اقتصادی متحد شد. حتی مناطقی که به‌طور مستقیم به روم ضمیمه نشدند نیز به شدت تحت نفوذ این امپراتوری قرار گرفتند تا برای قرن‌ها یکی از قوی‌ترین نهادهای سیاسی و فرهنگی منطقه را تشکیل دهند. اگر چه در این مناطق فرهنگ لاتین به صورت پراکنده منتشر شده بود، اما رومی‌ها در ادامه روند امپراتوری مقدونیه، به گسترش فرهنگ و زبان یونانی در منطقه پرداختند.
شهرستانهای کوچک منطقه خاور میانه، به ویژه اسکندریه، به مراکز شهری بزرگ امپراتوری روم بدل شدند و کل منطقه را به انبار نان امپراتوری، به عنوان تولیدکننده کلیدی محصولات کشاورزی آن بدل کردند.
با پذیرش دین مسیحیت از جانب امپراتوری روم، این آیین در خاورمیانه نیز ریشه دوانید و شهرهایی نظیر اسکندریه به مراکز اصلی تحصیلات مسیحی بدل شدند. در قرن پنجم میلادی، مسیحیت رومی بر دیگر مذاهب منطقه خاورمیانه سیطره یافت و آنان را به شدت سرکوب کرد. در این زمان، زبان یونانی به زبان رسمی منطقه تبدیل شد، اگر چه زبان‌هایی مانند سریانی‌ها و عبری همچنان وجود داشتند.

#### دوره خلفای اسلامی
از قرن هفتم، قدرت جدیدی در خاورمیانه شروع به رشد کرد. درحالی‌که امپراتوری روم شرقی و امپراتوری ایرانی ساسانی بر اثر دو قرن جنگ در جریان جنگ‌های ایران و روم تضعیف شده بودند، مسلمانان قدرت جدید و تازه‌نفسی را در منطقه پایه‌گذاری کردند. طی یک سری فتوحات سریع و غافل گیرکننده، ارتش‌های عربی توانستند با تکیه بر انگیزه‌های اسلامی، رهبری خلفای ماهر و فرماندهان نظامی زبر دست مانند خالد ابن ولید، بسیاری از خاورمیانه را به اشغال درآورند. بدین ترتیب بیش از نیمی از سرزمین‌های امپراتوری روم شرقی و تقریباً تمامی سرزمین‌های امپراتوری ایران به تصرف اعراب درآمد. این لشکر کشی‌ها در آسیای صغیر توسط باقی‌مانده امپراتوری روم شرقی و با کمک بلغاری‌ها متوقف شد.

#### ترک‌ها، صلیبیون و مغول‌ها
تسلط اعراب در اواسط قرن ۱۱ میلادی به صورت ناگهانی با ورود ترکان سلجوقی پایان یافت. اقوامی که از سرزمین‌های مادری خود در آسیای مرکزی به سوی جنوب مهاجرت کرده و ایران، عراق (تسخیر بغداد در ۱۰۵۵)، سوریه، فلسطین و حجاز را را فتح کردند.
هرچند امپراتوری مسیحی بیزانس بخش‌های گسترده‌ای از اراضی خود را در قرن هفتم از دست داده بود، اما به عنوان یک قدرت نظامی و اقتصادی به حیات خود ادامه داد و از گسترش و نفوذ بیشتر اعراب در اروپا جلوگیری کرد. با این حال شکست ارتش امپراتوری بیزانس از سلجوقی‌ها در قرن ۱۱ و اقامت در آناتولی نقطه پایانی بود بر نفوذ امپراتوری بیزانس در منطقه. سلجوقیان طی ۲۰۰ سال آینده بر بیشتر منطقه خاورمیانه حکومت کردند، اما امپراتوری آن‌ها خیلی زودی به تعدادی سلطان‌نشین تقسیم شد.

#### عصر عثمانی
ترک‌های ساکن منطقه آسیای صغیر که با تشکیل حکومت سلجوقی در ایران و بخش‌های عظیمی از خاورمیانه راه برای مهاجرت هر چه بیشتر آن‌ها از منطقه آسیای مرکزی به این منطقه یعنی مناطق آزاد شده از دست امپراتوری بیزانس فراهم شده بود به نبرد با این امپراتوری و سرپیچی از دستورهای حکومت سلجوقی پرداختند و کم‌کم پس از مدتی امپراتوری عثمانی به نام پایه‌گذار آن یعنی عثمان رئیس قبیله قایی ایجاد شد
این حکومت بنابر روحیه جنگجویی افراد قبایل ترک به تصرف تدریجی قلمرو بیزانس پرداخته و کم‌کم به امپراتوری ای بزرگ مبدل شد که نام آن تا مدت‌ها بر دل دشمنان هراس می‌افکند
امپراتوران عثمانی خود را موظف می‌دانستند که بر عنصر اسلام تکیه کرده و به نوعی خود را مأمور گسترش اسلام در جهان می‌دانستند. توسعه طلبی این امپراتوری در مواقعی باعث برخورد آن با دول ایران و بیشتر از آن با دول اروپایی از قبیل روسیه و اتریش گردید.

##### سلسله تانگ

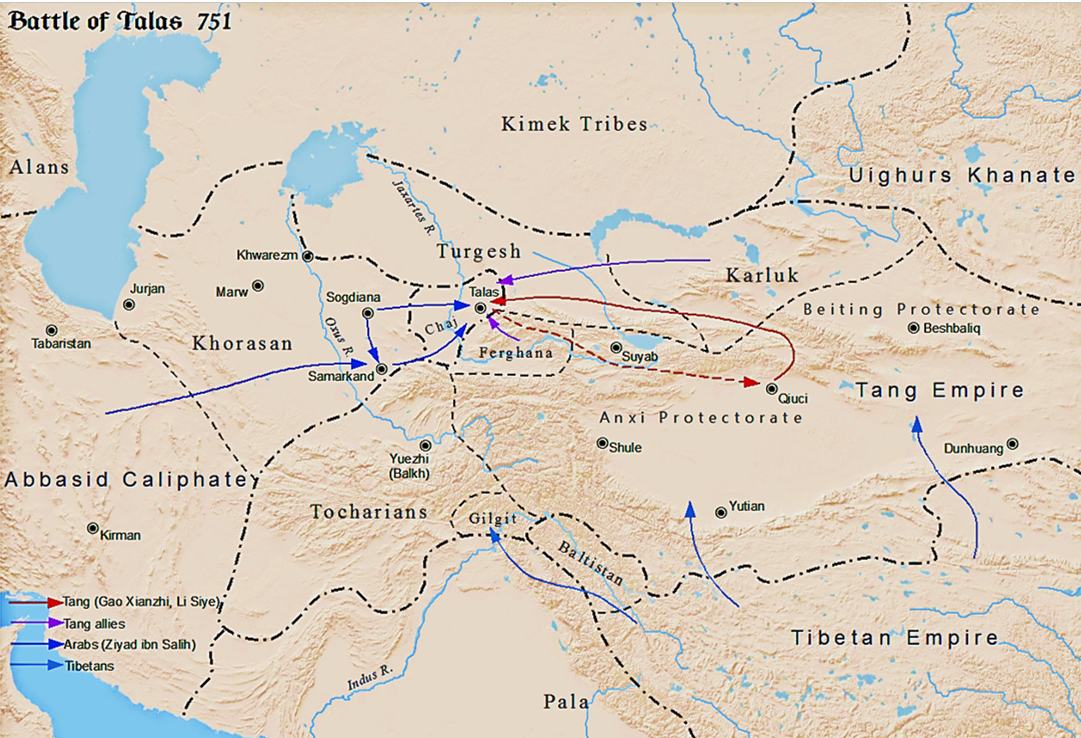
نبرد طراز نبرد طراز بین سلسله تانگ و خلافت عباسی. ۷۵۱

#### ژاپن

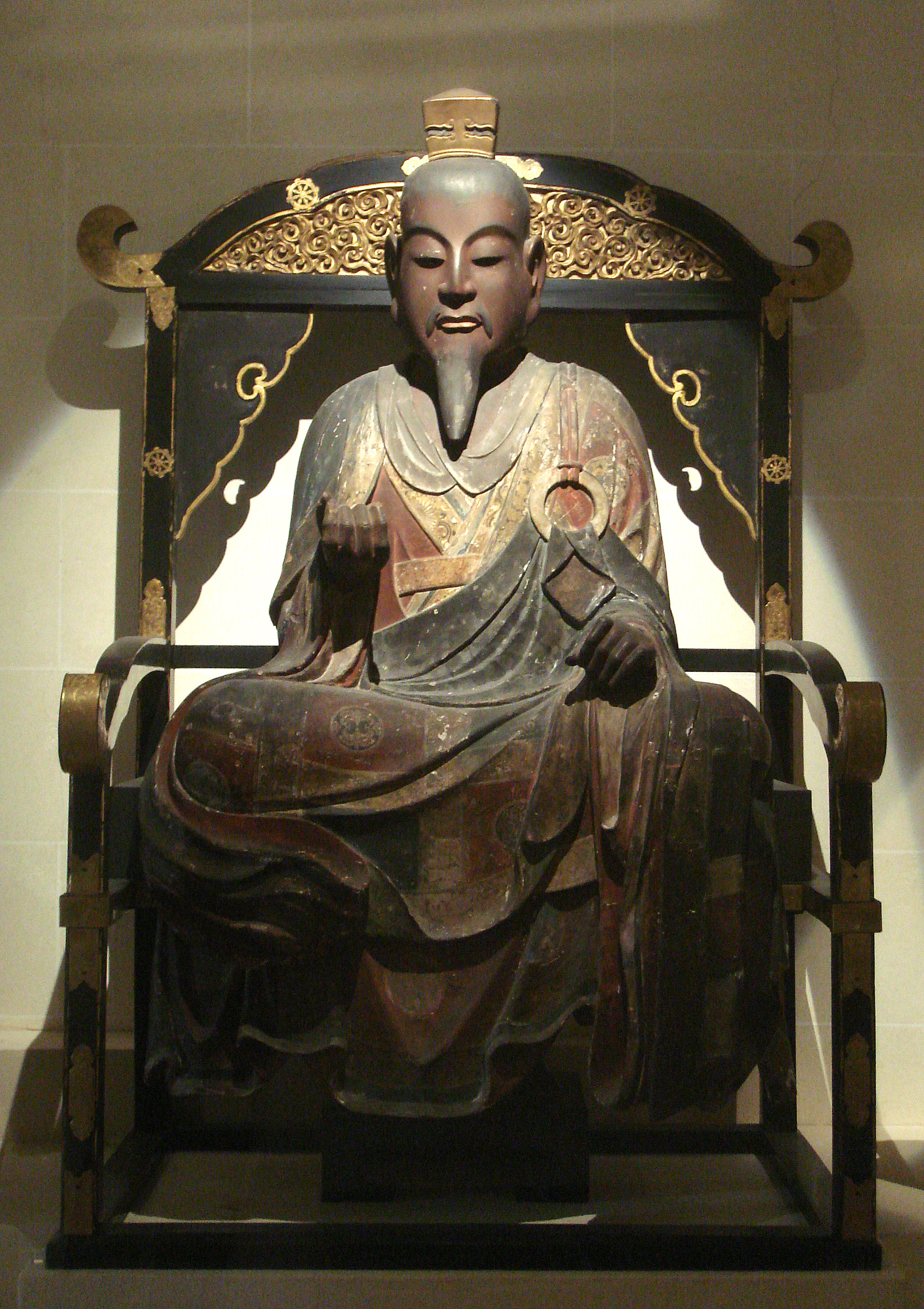
مجسمه‌ای از شاهزاده شوتوکو تایشی

## کتابشناسی
- Best, Antony. The International History of East Asia, 1900-1968: Trade, Ideology and the Quest for Order (2010) online بایگانی‌شده  در ۲۱ اوت ۲۰۱۹ توسط Wayback Machine
- Bowman, John S. (2000), Columbia Chronologies of Asian History and Culture, New York City: انتشارات دانشگاه کلمبیا, ISBN 978-0-231-50004-3
- Catchpole, Brian. A map history of modern China (1976), new maps & diagrams
- Clyde, Paul H, and Burton H. Beers. The Far East, a history of the Western impact and the Eastern response, 1830-1975 (6th ed. 1975) 575pp
  - Clyde, Paul Hibbert. The Far East: A History of the Impact of the West on Eastern Asia (3rd ed. 1948) online free; 836pp
- Clyde, Paul Herbert. International-Rivalries-In-Manchuria-1689-1928 (2nd ed. 1928) online free
- Curtin, Philip D. The World and the West: The European Challenge and the Overseas Response in the Age of Empire (2002)
- Ebrey, Patricia Buckley, Anne Walthall and James Palais. East Asia: A Cultural, Social, and Political History (2006); 639pp; also in 2-vol edition split at 1600.
- Embree, Ainslie T. , and Carol Gluck, eds.  Asia in Western and World History: A Guide for Teaching (M.E. Sharpe, 1997);
- Fairbank, John K. , Edwin O. Reischauer.  A History of East Asian Civilization: Volume One: East Asia the Great Tradition and A History of East Asian Civilization: Volume Two: East Asia the Modern transformation (1966) Online free to borrow
- Holcombe, Charles. A History of East Asia: From the Origins of Civilization to the Twenty-First Century (2010).
- Ludden, David. India and South Asia: A Short History (2013).
- Macnair, Harley Farnsworth and Donald F. Lach. Modern Far Eastern International Relations (1955) online free
- Mansfield, Peter, and Nicolas Pelham, A History of the Middle East (4th ed, 2013).
- Moffett, Samuel Hugh. A History of Christianity in Asia, Vol. II: 1500–1900 (2003) excerpt
- Murphey, Rhoads. A History of Asia (8th ed, 2019) excerpt also Online free tomorrow
- Park, Hye Jeong. "East Asian Odyssey Towards One Region: The Problem of East Asia as a Historiographical Category." History Compass 12.12 (2014): 889-900. online[پیوند مرده]
- Stearns, Peter N.; Michael Adas; Stuart B. Schwartz; Marc Jason Gilbert (2011), World Civilizations: The Global Experience (Textbook) (6th ed.), Upper Saddle River, NJ: انتشارات لانگمن, ISBN 978-0-13-136020-4
- Stearns, Peter N. , and William L. Langer. The Encyclopedia of World History: Ancient, Medieval, and Modern (2001)

### مذاهب
- Adshead, Samuel Adrian Miles. Central Asia in world history (Springer, 2016).
- Fenby, Jonatham The Penguin History of Modern China: The Fall and Rise of a Great Power 1850 to the Present (3rd ed. 2019) popular history.
- Gilbert, Marc Jason.  South Asia in World History (Oxford UP, 2017)
- Goldin, Peter B. Central Asia in World History (Oxford UP, 2011)
- Huffman, James L. Japan in World History (Oxford, 2010)
- Jansen, Marius B. Japan and China: From War to Peace, 1894-1972 (1975)
- Karl, Rebecca E. "Creating Asia: China in the world at the beginning of the twentieth century." American Historical Review 103.4 (1998): 1096-1118. online
- Lockard, Craig. Southeast Asia in world history (Oxford UP, 2009).
- Ropp, Paul S. China in World History (Oxford UP, 2010)

### تاریخ اقتصاد
- Allen, G.C. A Short Economic History Of Modern Japan 1867-1937 (1945) online; also 1981 edition free to borrow
- Cowan, C.D. ed. The economic development of China and Japan: studies in economic history and political economy (1964) online free to borrow
- Jones, Eric. The European miracle: environments, economies and geopolitics in the history of Europe and Asia. (Cambridge UP, 2003).
- Lockwood, William W. The economic development of Japan; growth and structural change (1970) online free to borrow
- Pomeranz, Kenneth. The Great Divergence: China, Europe, and the Making of the Modern World Economy. (2001)
- Schulz-Forberg, Hagen, ed. A Global Conceptual History of Asia, 1860–1940 (2015)
- Smith, Alan K. Creating a World Economy: Merchant Capital, Colonialism, and World Trade, 1400-1825 (Routledge, 2019).
- Von Glahn, Richard. The Economic History of China (2016)